# ドルニ・チフリク
座標: 北緯42度59分 東経27度43分 / 北緯42.983度 東経27.717度

ドルニ・チフリク
Долни чифлик
Aşağı Çiftlikドルニ・チフリク ブルガリア内のドルニ・チフリクの位置

ドルニ・チフリク（ブルガリア語: До̀лни чифлѝк / Dolni Chiflik、トルコ語ではアシャウ・チフリク:Aşağı Çiflik）はブルガリア北東部の町、およびそれを中心とした基礎自治体。ヴァルナ州に属する。ドルニ・チフリクとは「低い農地」の意味である。カムチヤ川近くに位置している。

## 歴史
ドルニ・チフリクの村は、1944年のヴァルナの戦い（Battle of Varna）による征服後、オスマン帝国時代の貴族によって築かれた。村の初期の頃、村の主な産業は畜産であった。1795年、村はチェルケス人によって焼き払われて消滅し、それ以降は1830年まで無人となった。
ドルニ・チフリクは1919年に自治体の中心となった。1974年9月4日に町に昇格し、川の名前をとってカムチヤ（Камчия / Kamchiya）と改称された。1975年の初頭に、共産党の政治家ゲオルギ・トライコフ（Георги Трайков / Georgi Traikov）の死後、その栄誉をたたえ、町はゲオルギ・トライコフと改称された。1989年11月10日、共産党政権崩壊による民主化後の初代大統領となったジェリュ・ミーテフ・ジェレフ（Желю Митев Желев / Zhelyu Zhelev）によって、古い呼称であるドルニ・チフリクの名が復活した。

## 人口
人口20,217人のうち、12,857人はブルガリア人、5,390人はトルコ人、717人はロマである。

## 町村
ドルニ・チフリク基礎自治体（Община Долни чифлик）には、その中心であるドルニ・チフリクをはじめ、以下の町村（集落）が存在している。
- Булаир（Bulair ）
- Бърдарево（Bardarevo ）
- Венелин（Venelin ）
- Голица（Golitsa ）
- Горен чифлик（Goren Chiflik）
- Гроздьово（Grozdyovo ）
- Детелина（Detelina ）
- Долни чифлик（Dolni Chiflik）
- Кривини（Krivini ）

- Нова Шипка（Nova Shipka ）
- Ново Оряхово（Novo Oryahovo ）
- Пчелник（Pchelnik ）
- Рудник（Rudnik ）
- Солник（Solnik ）
- Старо Оряхово（Staro Oryahovo）
- Шкорпиловци（Shkorpilovtsi ）
- Юнец（Yunets ）